# Riker Lynch
Riker Anthony Lynch (Littleton, 8 novembre 1991) è un cantante, bassista e attore statunitense.

## Biografia
Riker è nato a Littleton, in Colorado. Ha una sorella, Rydel Lynch, e tre fratelli, Ross, Rocky e Ryland.
Sin da piccolo coltiva una passione per la musica e per il teatro.

## Carriera

### Attore
Dal 2010 al 2013 interpreta il ruolo di Jeff nella serie televisiva Glee, per la quale andrà anche in tour nel 2011.
Partecipa a diversi film, come School Gyrls e Glee: The 3D Concert Movie.
Nel 2015 partecipa a Dancing with the stars e nel 2020 interpreta il ruolo di Trash nella serie Netflix Le terrificanti avventure di Sabrina.

### Cantante
Dal 2009 al 2017 fa parte della band R5 insieme ai fratelli Rocky, Ross, Rydel e l'amico Ellington. 
Il gruppo rilascerà quattro EP, due album in studio di grande successo e andrà diverse volte in tour in giro per il mondo per la promozione di questi ultimi.
Nel 2018 la band decide di prendersi una pausa.
Nel 2020 Riker fonda una nuova band, Riker and the Beachcombers, e rilascia il singolo Sex on the Beach, scritto dai fratelli Ross e Rocky Lynch durante un tour degli R5.
Nel 2022 Lunch è stato confermato fra i 56 artisti partecipanti all'American Song Contest, in rappresentanza dello stato del Colorado.

### Vita privata
Il 20 settembre 2019 si è sposato con l'influencer e modella Savannah Latimer.

## Filmografia

### Cinema
- Sunday School Musical, regia di Rachel Goldenberg (2008)
- Suicide Dolls, regia di Keith Shaw (2010)
- Glee: The 3D Concert Movie, regia di Kevin Tancharoen (2011)
- Lost Angeles, regia di Phedon Papamichael (2012)
- Colossal Youth, regia di R. Scott Leisk (2018)
- Turnover, regia di Linda Palmer (2019)

### Televisione
- So You Think You Can Dance - programma TV, episodio 5x11 (2009)
- Zeke e Luther (Zeke and Luther) – serie TV, episodio 2x24 (2010)
- Glee – serie TV, 12 episodi (2010–2013)
- The Wedding Band – serie TV, episodio 1x05 (2012)
- Violetta – serie TV, episodi 3x69–3x70 (2015)
- Dancing with the Stars – programma TV (2015–2018)
- Le terrificanti avventure di Sabrina - serie TV, episodio 4x06 (2020)